# Tombarthita-(Y)
La tombarthita-(Y) és un mineral de la classe dels silicats. Rep el seu nom de Thomas Fredrik Weiby Barth (1899-1971), professor de geologia de la Universitat d'Oslo, Noruega.

## Característiques
La tombarthita-(Y) és un silicat de fórmula química Y₄(Si,H₄)₄O12-x(OH)4+2x. Cristal·litza en el sistema monoclínic. La seva duresa a l'escala de Mohs es troba entre 5 i 6. Tot i que va ser aprovada com a espècie vàlida per l'Associació Mineralògica Internacional l'any 1967, actualment es troba desacreditada des del 2016, ja que totes les mostres van demostrar ser de naturalesa heterogènia.
Segons la classificació de Nickel-Strunz, la tombarthita-(Y) pertany a «9.AD - Nesosilicats sense anions addicionals; cations en [6] i/o major coordinació» juntament amb els següents minerals: larnita, calcio-olivina, merwinita, bredigita, andradita, almandina, calderita, goldmanita, grossulària, henritermierita, hibschita, hidroandradita, katoïta, kimzeyita, knorringita, majorita, morimotoïta, schorlomita, spessartina, uvarovita, wadalita, holtstamita, kerimasita, toturita, momoiïta, eltyubyuïta, coffinita, hafnó, torita, thorogummita, zircó, stetindita, huttonita, eulitina i reidita.

## Formació i jaciments
Va ser descoberta a Høgetveit, a Evje og Hornnes, al comtat d'Aust-Agder, Noruega, en dics de pegmatita de granit precambrià. També a Noruega havia estat descrita a la prospecció de feldespat d'Ivedal i a Øvrebø, al comtat de Vest-Agder.